# Coyville
Coyville est une municipalité américaine située dans le comté de Wilson au Kansas.
Lors du recensement de 2010, sa population est de 46 habitants. Située sur la rivière Verdigris, la municipalité s'étend alors sur une superficie de 0,28 mille carré (0,73 km2).
Le bureau de poste de Coyville est ouvert en 1866 par Oscar Coy. L'Atchison, Topeka and Santa Fe Railway atteint la ville la même année.